# I. e. 278
Évszázadok: i. e. 4. század – i. e. 3. század – i. e. 2. század
Évtizedek: i. e. 320-as évek – i. e. 310-es évek – i. e. 300-as évek – i. e. 290-es évek – i. e. 280-as évek – i. e. 270-es évek – i. e. 260-as évek – i. e. 250-es évek – i. e. 240-es évek – i. e. 230-as évek – i. e. 220-as évek
Évek: i. e. 283 – i. e. 282 – i. e. 281 – i. e. 280 –  i. e. 279 – i. e. 278 – i. e. 277 – i. e. 276 – i. e. 275 – i. e. 274 – i. e. 273

## Események

### Hellenisztikus birodalmak
- Görögországi vereségeik után Bithünia vezetőjének hívására a gallok átvándorolnak Kis-ázsiába. I. Antiokhosz szeleukida király elefántjai segítségével legyőzi őket. A gallok ezután Kis-ázsia belsejében a róluk Galatiának elnevezett régióban telepednek meg.
- Antigonosz Gonatasz (Makedónia volt királyának, Démétriosznak a fia) békét köt Antiokhosszal, aki feladja makedóniai területi igényeit.
- Bithünia uralkodója, Nikomédész felveszi a királyi címet és megalapítja Nikomédeia városát.

### Itália
- Szicíliában Karthágó beavatkozik Szürakuszai és Agrigentum konfliktusába és ostrom alá veszi Szürakuszait. Az ostromlottak Pürrhosztól kérnek segítséget, aki egyelőre feladja a patthelyzetbe fordult háborúját a rómaiakkal és áthajózik Szicíliába, ahol számos város szövetségesként fogadja és segítségükkel a sziget nagy részéről (Lilybaeum kivételével) elűzi a punokat.
- Rómában Caius Fabricius Luscinust és Quintus Aemilius Papust választják consulnak. Pürrhosz orvosa felajánlja Fabriciusnak, hogy megmérgezi urát, de a consul visszautasítja és figyelmezteti Pürrhoszt orvosa megbízhatatlanságára. A rómaiak jelentős sikereket érnek el a szamniszok, lucanusok és bruttiusok ellen, akik Pürrhosz nélkül kénytelenek helytállni a háborúban.
- A Rhégionba helyőrségként elhelyezett Legio Campana fellázad, hatalmába keríti a várost és évekig fennmaradó kváziállamot alakítanak, mert Róma a háború miatt egyelőre nem tud velük foglalkozni.

### Kína
- Csin állam hadserege Paj Csi vezetésével inváziót indít Csu állam ellen és elfoglalja a mai Hupej tartományt. Csu kormánya az évek során egyre keletebbre szorul, az utolsó fővárossá Sucsun válik i. e. 241-ben. Hazája fővárosának elvesztését Csü Jüan költő szomorú elégiáiban írja meg, majd öngyilkos lesz.

## Halálozások
- Lampszakoszi Polüainosz, görög matematikus
- Csü Jüan, kínai költő

## Fordítás
- Ez a szócikk részben vagy egészben  a(z)   278 BC című angol Wikipédia-szócikk ezen változatának fordításán alapul.  Az eredeti cikk szerkesztőit annak laptörténete sorolja fel. Ez a jelzés csupán a megfogalmazás eredetét és a szerzői jogokat jelzi, nem szolgál a cikkben szereplő információk forrásmegjelöléseként.